# Johannesbad Gruppe
Johannesbad Gruppe je podnikatelská společnost se sídlem v Bad Füssing v zemském okrese Passau,  Bavorsko. Provozuje odborné kliniky, zdravotní střediska, termální lázně, hotely a lékařskou fakultu v Německu a Rakousku. Předsedou dozorčí rady společnosti je Johannes Zwick, syn zakladatelského páru Angeliky a Eduarda Zwickových. Předsedou představenstva je Markus Zwick. Společnost zaměstnává 2000 lidí.

## Historie
Firmu založili v roce 1960 lékaři manželé Angelika a Eduard Zwickovi - v Bad Füssing byly otevřeny lázně Tannenhof. V roce 1964 pak byly provedeny úspěšné vodní vrty, což umožnilo otevření lázní Johannesbad Therme.

### Johannesbad Therme
Jsou to léčebné a relaxační lázně otevřené v roce 1964 a roku 1969 přičleněné do společnosti Johannesbad Group v Bad Füssing a to v souvislosti s uvedením do provozu nové odborné kliniky Johannesbad Fachklinik.
V roce 1993 pak začala velká expanze a společnost se postupně rozrostla na několik odborných klinik/zdravotnických středisek a také hotelů v Bad Füssing i na dalších místech:
| Místo         | Kliniky                                                         |
| ------------- | --------------------------------------------------------------- |
| Bad Füssing   | Johannesbad Fachklinik Bad Füssing                              |
| Lechbruck     | Johannesbad Klinik Königshof                                    |
| Bad Fredeburg | Johannesbad Fachklinik Hochsauerland                            |
| Bad Fredeburg | Johannesbad Fachklinik Fredeburg                                |
| Bad Fredeburg | Johannesbad Fachklinik Holthauser Mühle                         |
| Furth im Wald | Johannesbad Fachklinik Furth im Wald                            |
| Usedom        | Johannesbad Fachklinik Klaus Störtebeker Ostseestrand           |
| Orscholz      | Johannesbad Fachklinik, Gesundheits & Reha-Zentrum Saarschleife |
| Altenberg     | Johannesbad Fachklinik & Gesundheitszentrum Raupennest          |

Do společnosti Johannesbad Gruppe patří hotely:
| Místo          | Hotely                                |
| -------------- | ------------------------------------- |
| Bad Füssing    | Johannesbad Hotel Königshof           |
| Bad Füssing    | Johannesbad Thermalhotel Ludwig Thoma |
| Bad Füssing    | Johannesbad Hotel Füssinger Hof       |
| Bad Füssing    | Johannesbad Hotel Phönix              |
| Bad Füssing    | Johannesbad Hotel Palace              |
| Bad Hofgastein |                                       |
|                | Johannesbad Hotel St. Georg           |

Do společnosti Johannesbad Gruppe patří také:

### Johannesbad Akademie GmbH
Je to soukromá zdravotnická škola, nazývaná také Johannesbad Medfachschule Bad Elster, sídlící v Bad Elsteru. Byla založena v roce 1991 a nabízí státem uznanou výuku v následujících oblastech:
- Fyzioterapie.
- Ergoterapie.
- Zdravotní masér a plavčík vodoléčebních zařízení.

Současně je možno absolvovat bakalářské studijní programy:
- Health Care Studies (bakalář zdravotnických věd)
- Zhravotnický management (Gesundheitsmanagement)

Akademie také nabízí zdravotnický a terapeutický výcvik.

### DentaDox MVZ GmbH.
V roce 2018 vstoupila společnost Johannesbad Gruppe i do zubního lékařství založením firmy DentaDox MVZ GmbH.